# Meinersen (Adelsgeschlecht)

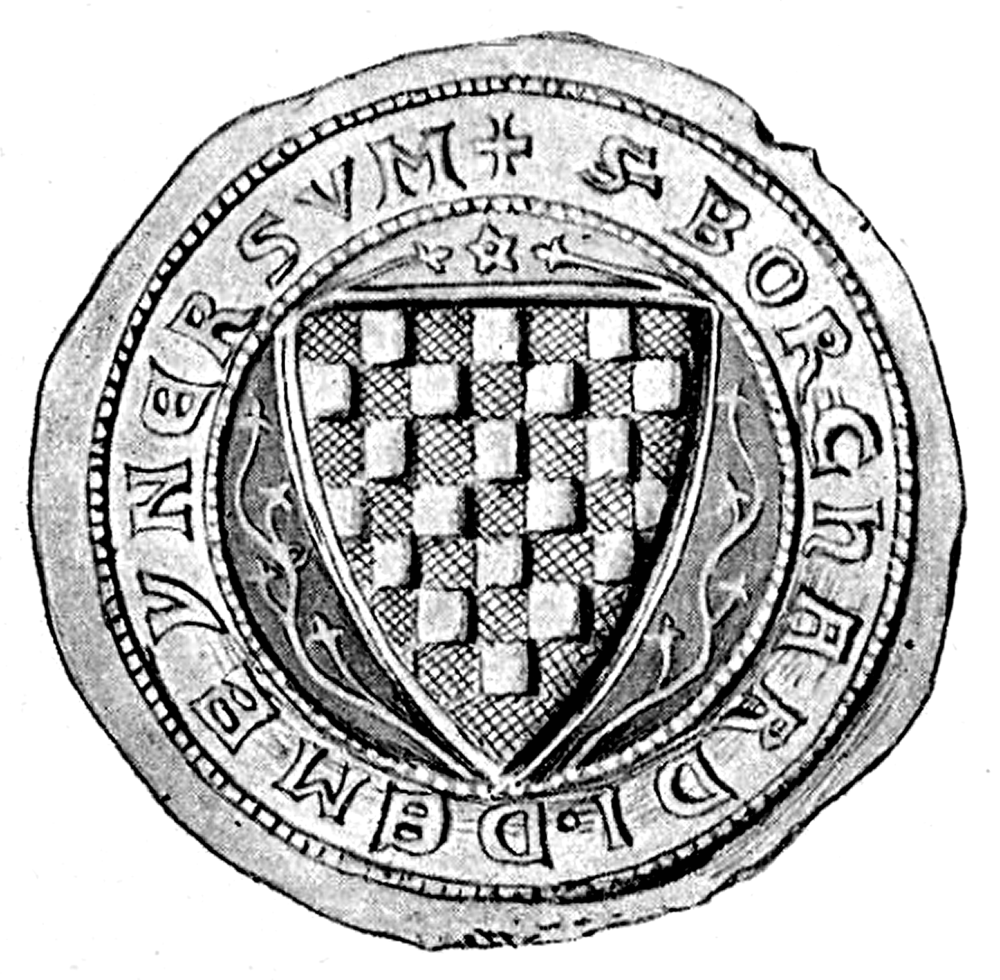
Siegel Borchardi de Meynersum von 1296

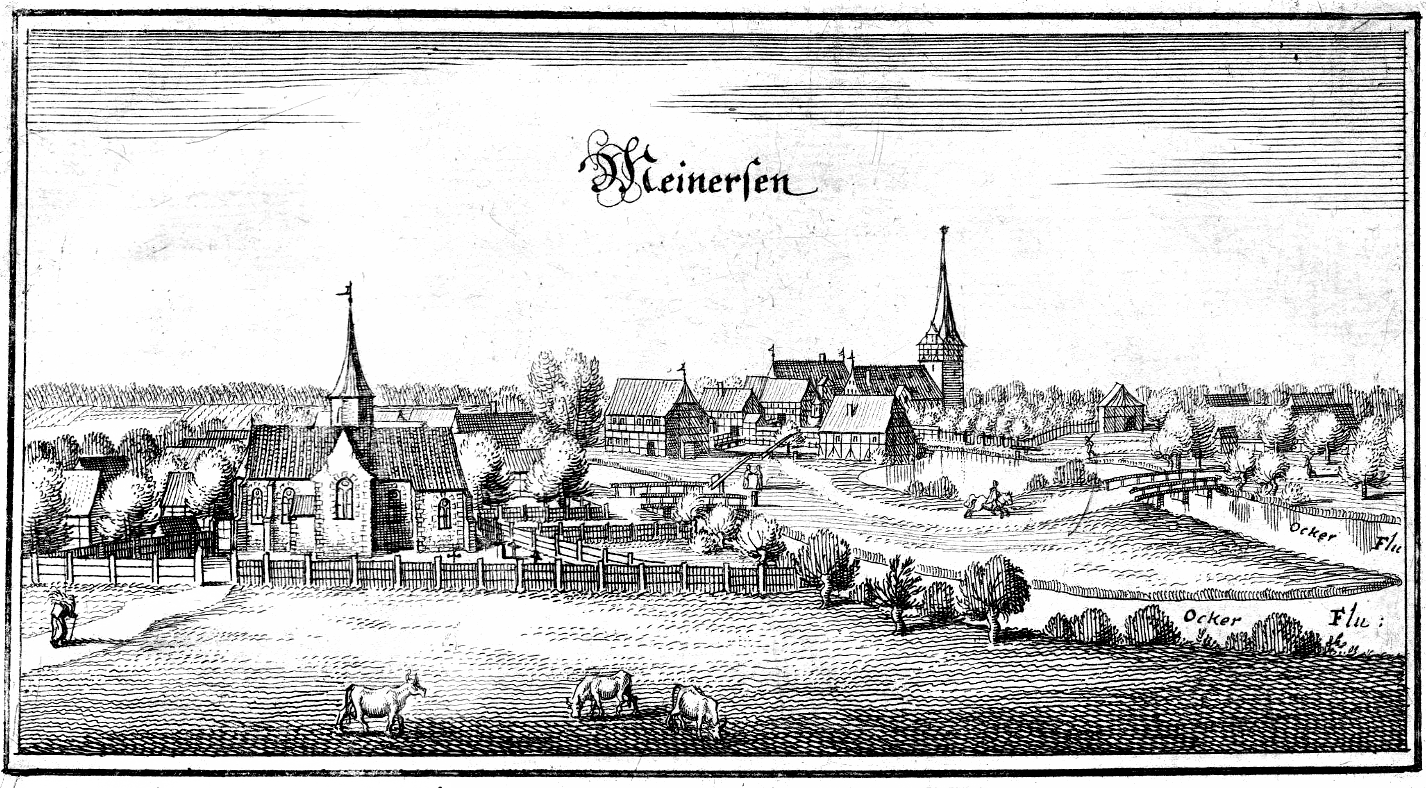
Burg und Dorf Meinersen

Meinersen war ein niedersächsisches uradeliges reichsfreies Edelherrengeschlecht und wurde im Jahre 1142 erstmals erwähnt. Nach Herkunft, Abstammung, Verwandtschaft und Besitz gehörten die Edelherren von Meinersen zur obersten Schicht des Adels nördlich des Harzes. In der VIII. Generation erlosch das Geschlecht, als der letzte männliche Familienangehörige 1374 gestorben war.

## Herkunft
Die Anfänge des sächsischen Geschlechts beginnen urkundlich mit Rudolfus de Mandere (ca. 1100–1135), genannt nach dem Ort Mahner, in dem die Adelsfamilie beträchtlichen Besitz besaß. Er wurde als Vater des Edlen Luthard I. erwähnt, als dieser in zwei Urkunden von 1143/44 als Zeuge für Herzog Heinrich den Löwen auftrat (Leuthardo nobili viro Rudolffi filio de Mandere). Die Ehegattin Rudolfs I. von Mahner war vermutlich eine Schwester oder Tochter der Markgräfin Irmgard von Plötzkau.

## Geschichte

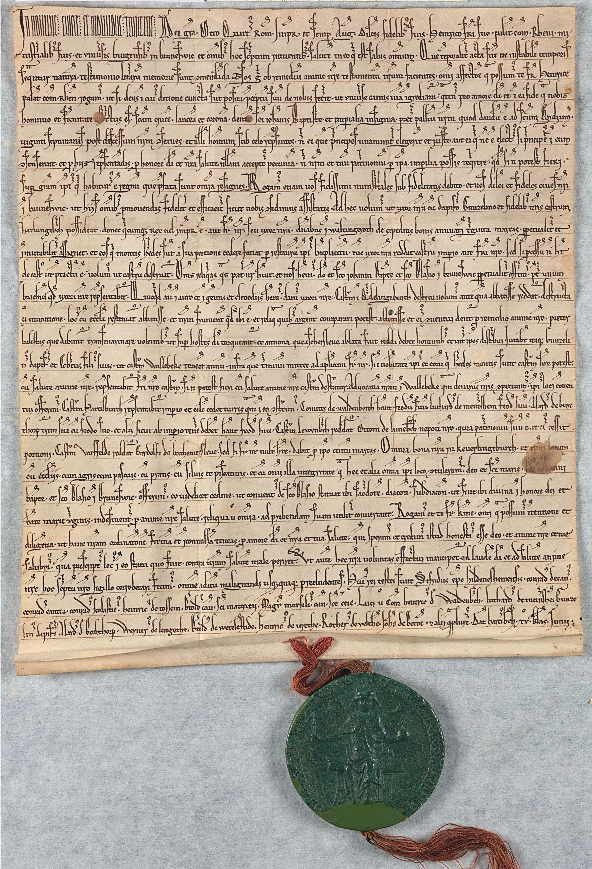
Testament Kaiser Ottos IV.

Rudolfs ältester Sohn Luthard I. († nach 1169) wurde zum ersten Mal urkundlich 1142 erwähnt. Er nannte sich wohl erst von Mahner, danach von Emden, wo die Familie bedeutende Besitzungen hatte, ab dem Jahr 1150 aber nach seinem Stammsitz, dem Ort Meinersen.
Am 1. Januar 1158 war Luthard I. in Goslar Zeuge in zwei Urkunden Kaiser Friedrichs I. mit Herzog Heinrich dem Löwen. Zu dieser Zeit war Luthard I. bereits ein bedeutender Mann in der adeligen Gefolgschaft Herzog Heinrichs. Seit dem Herrschaftsantritt Heinrichs befand sich Luthard I. an dessen Hof und war Anhänger der herzoglichen Politik. Dass er neben Personen aus gräflichen Geschlechtern sogleich in eine solch hervorragende Stellung gelangen konnte, verdankte er wohl, dass er dem weitläufigen Verwandtenkreis des jungen Herzogs angehörte. Am 18. Oktober 1161 zog Luthard I. mit dem Herzog an die Elbe nach Artlenburg, wo dieser einen Vergleich zwischen Deutschen und Gotländern stiftete (Artlenburger Privileg). Anfang 1162 war er mit ihm in Corvey an der Weser. Im Sommer 1163 begleitete er Herzog Heinrich nach Verden, der dort für das Lübecker Domkapitel urkundete. Am 20. April 1169 testierte Luthard I. in Gittelde eine Schenkungsurkunde Herzog Heinrichs für das Kloster Lamspringe. Hierbei wurde er besonders ausgezeichnet und seine Stellung als Getreuer des Herzogs dadurch hervorgehoben, dass er mit seinen Söhnen, vor den anwesenden Grafen, die Zeugenliste anführte. Kurz darauf starb Luthard I., seine Frau Hedwig und die Söhne Unico und Anselm waren schon vor dem 18. Oktober 1147 gestorben. Luthards Söhne und Erben Dietrich I. und Rudolf II. wurden zwischen 1147 und 1182 urkundlich erwähnt. Die Brüder nahmen im Jahr 1182 an einer Landesversammlung (magnum placitum) Bischof Adelogs von Hildesheim in Bodenburg teil.
Luthard II. von Meinersen, Sohn Dietrichs I., erwähnt 1203 bis 1232, befand sich in der Gefolgschaft Herzog Heinrichs von Sachsen und Pfalzgraf bei Rhein. Er folgte dem Herzog 1204 in das Gebiet von Stade und Bremen. Später begleitete er den Bruder des Herzogs König Otto IV. zu seiner Kaiserkrönung nach Italien und feierte dort mit dem Kaiser das Weihnachtsfest des Jahres 1209 in Terni. Jahre später war Luthard II. auf der Harzburg anwesend, als Kaiser Otto IV. am 19. Mai 1218 starb. Er bezeugte dort am 18. Mai das Testament des Kaisers und war Ende Mai in der Stiftskirche St. Blasius zu Braunschweig bei den Begräbnisfeierlichkeiten dabei. Nach Kaiser Ottos Tod kam das welfische Erbe an seinen Bruder, den Pfalzgrafen Heinrich. Luthard II. hielt sich von 1220 bis April 1227 daher ständig im Gefolge Herzog Heinrichs auf, vorzugsweise an seinem Hof in Braunschweig. Als Herzog Heinrich im April 1227 starb, folgte ihm sein Erbe und Neffe Otto I. von Braunschweig. Luthard II. schloss sich Herzog Otto ebenfalls an und testierte seit 1229 in dessen Urkunden. Luthard II. starb an einem 1. September, wahrscheinlich im Jahr 1232.
Luthard II. hatte um 1218/1220 ein umfangreiches erstes Lehnsregister mit 111 Einträgen erstellen lassen, das sowohl seine an verschiedenen Orten verlehnten Besitzungen als auch die Namen der damit belehnten Vasallen aufführte. Seine Söhne Luthard III. senior († 1278) und Luthard IV. iunior († 1269) übernahmen das Lehnsregister und setzten es um 1250/1260 mit 19 Einträgen fort. Die gleichnamigen Brüder traten häufig gemeinsam auf, auch folgten beide Herzog Otto I., bis zu dessen Tod im Juni 1252. Am 16. Dezember 1253 beauftragte Wilhelm von Holland Luthard III. von Meinersen und den Grafen Gebhard I. von Wernigerode, Herzog Albrecht von Braunschweig in den Besitz der Reichslehen einzuführen, die dem Truchseß Gunzelin von Wolfenbüttel, wegen verweigerter Lehnshuldigung, durch Fürstenbeschluss abgesprochen worden waren. Seit 1254 gehörten Luthard III. und sein jüngerer Bruder Luthard IV. zum Kreis der Räte (consiliarius) Herzog Albrechts und hielten sich bis zu ihrem Tode ständig an dessen Hof in Braunschweig auf. Begraben wurden beide Brüder in der Kirche der Zisterzienser-Abtei Riddagshausen.
Die folgenden Generationen verwalteten vorwiegend den umfangreichen Besitz, befehligten als Burghauptleute ihre Burgen oder standen oft an vorderster Stelle als Siegelzeugen in unzähligen Urkunden. Um 1278/1280 erstellten Luthard V. und Burchard II. von Meinersen ein zweites Lehnsregister mit 82 Einträgen. Insgesamt gab es damit in den beiden erstellten Lehnsregistern 212 Eintragungen.
Zahlreiche Familienmitglieder traten aber auch als geistliche Würdenträger in Stifte und Konvente ein, wie in die Domstifte Halberstadt, Hildesheim und Magdeburg, Stift Dorstadt, Stift St. Cyriakus Gernrode, Kollegiatstifte St. Blasius in Braunschweig und St. Peter und Paul in Magdeburg-Neustadt, Kloster Marienberg, Stiftspropstei St. Wipert in Nienburg/Saale oder in das Reichsstift St. Servatius in Quedlinburg.
Burchard I. von Meinersen (erw. 1220 bis 1269), Sohn des Edlen Hermann ? (erw. bis 1235), war ein Bruder der Gernroder Äbtissin Oda und Vetter der Brüder Luthard III. und Luthard IV. Als Domherr zu Halberstadt (1220–1269) diente er während seines langen Lebens unter fünf verschiedenen Bischöfen. Burchards Ämterlaufbahn begann als Domherr; Vicedominus ab 1227 bis zu seinem Tode; Thesaurar, Kustos und Cellerar ab 1247; Archidiakon zu Wittingen ab 1235, zu Atzum 1244–1269, der Stadt Halberstadt ab 1247, zu Gatersleben und Meine ab 1266. Burchard I. von Meinersen war also zu dieser Zeit mit seinen Ämtern praktisch der „Verwaltungschef“ des Bistums Halberstadt und besaß dadurch eine hervorragende Bedeutung für das Finanzwesen des Kapitels. Burchard I. starb vor dem Jahr 1271.
Bernhard II. von Meinersen (1305–1374), Domherr zu Hildesheim, Magdeburg und Paderborn, Sohn Konrads I. von Meinersen und der Gertrud von Dorstadt, war das letzte männliche Familienmitglied der Edelherren von Meinersen. Da Bernhard als Geistlicher nicht lehnsfähig war, hatte er schon am 11. November 1353 dem Bischof und Hochstift von Hildesheim, deren Lehen an seine Familie, die Burg und Herrschaft Meinersen (dat hus unde de herschap to Meynersem) übertragen und das Eigengut der Edelherren, besonders die Burg Oelber, überlassen. Dieser Vorgang löste massive Proteste der Welfen aus. Im Juli 1365 schenkte Bernhard II. zur Seelgerätstiftung für seine Eltern und Vorfahren dem Kloster Althaldensleben das Patronat und Eigentum der Pfarrkirche in Emden. In seiner geistlichen Laufbahn war Bernhard II. im Domstift Hildesheim bzw. Magdeburg Kanoniker (1322), Archidiakon von Sarstedt (1327), Mildensee (1343–1344) und Stöckheim (1360–1365), Domdekan, Domkämmerer, Domkellner, erzbischöflicher Offiziale (1343), Propst (1343–1344 und 1373), Senior des Domkapitels (1368) und Mitglied der Regierungskommission während der Sedisvakanz 1363 und 1367–1368. Die erhoffte Wahl zum Bischof von Hildesheim war ihm nicht vergönnt, der Papst providierte einen Auswärtigen. Bernhard II. starb am 15. November 1374 und wurde im Magdeburger Dom begraben. Bernhards Schwester Gertrud von Meinersen (erw. 1374–1390), Priorin des Stifts Dorstadt, ist als die letzte lebende Angehörige des Edelherrengeschlechts anzusehen. Mit ihrem Tod erlosch die Familie endgültig.

## Besitzungen

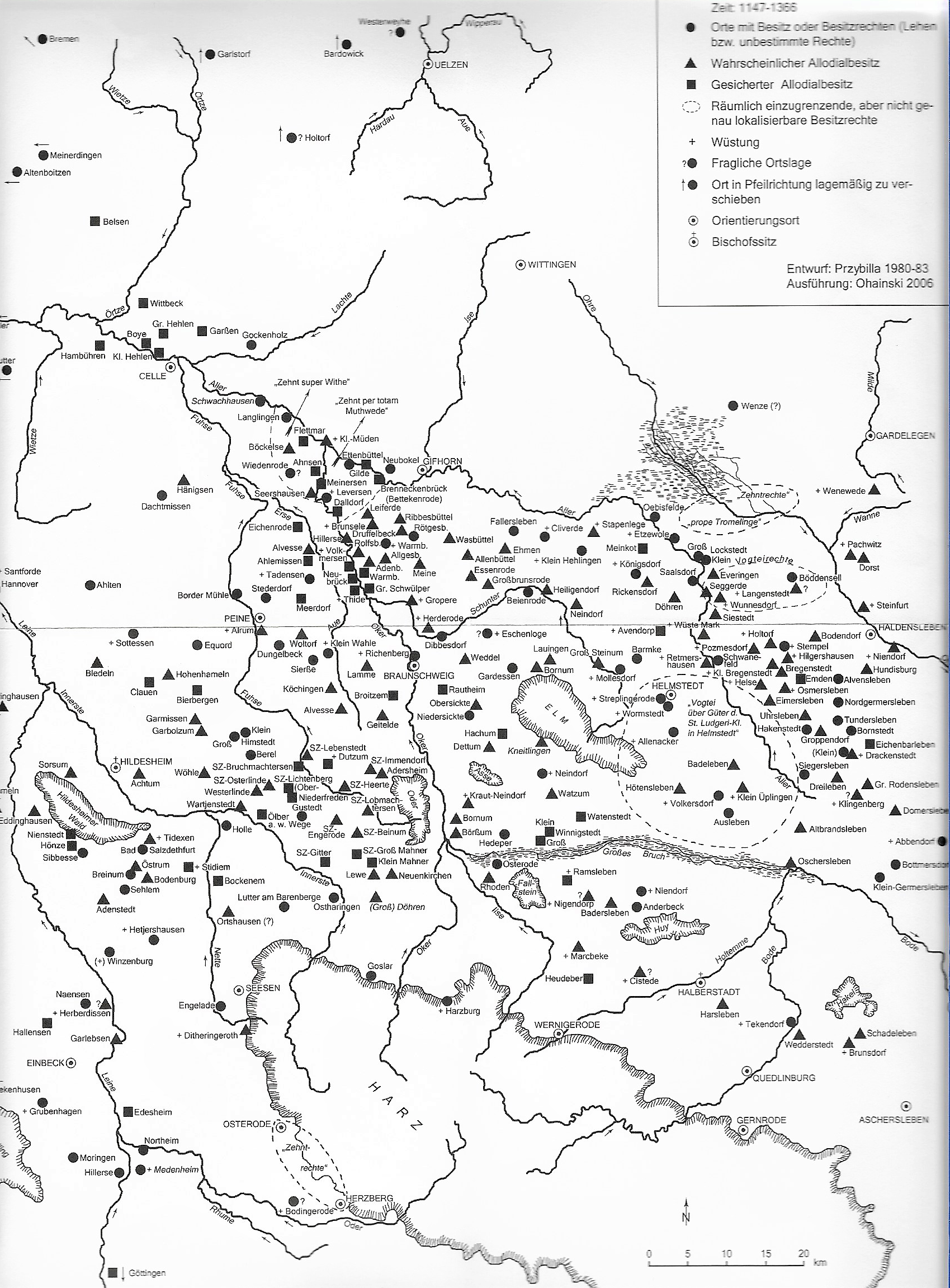
Gesamtbesitz und Allodialbesitz der Edelherren von Meinersen

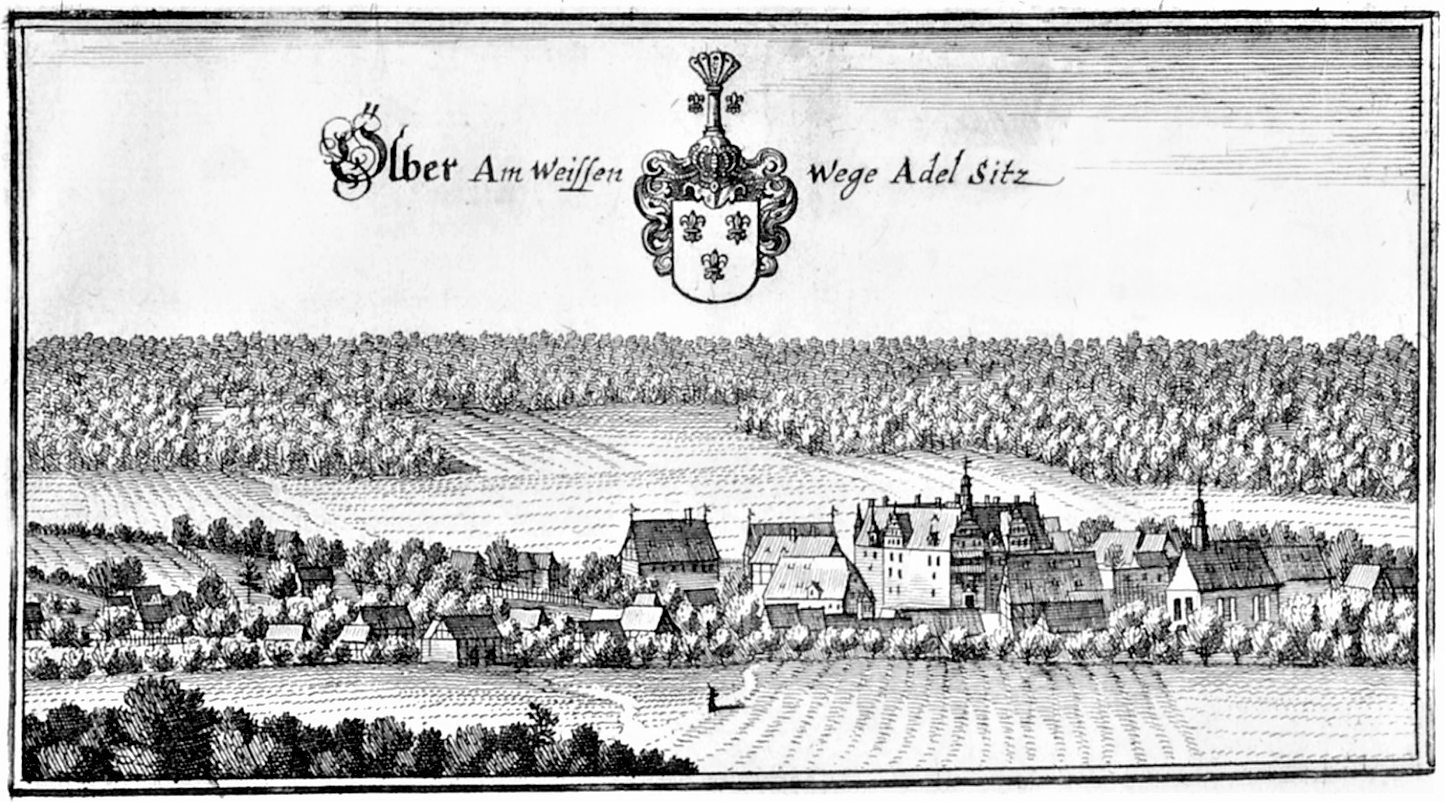
Burg und Dorf Oelber am weißen Wege

Die Edelherren von Meinersen waren eine der bedeutendsten und einflussreichsten Familien des 12. bis 14. Jahrhunderts im nördlichen Harzvorraum und außerordentlich reich begütert. Ihre Besitzungen erstreckten sich im Raum zwischen Leine und Elbe, südlich der Aller und Ohre und nördlich des Harzgebirges, dazu am Westharz und im Leinetal im Gebiet von Einbeck bis weiter südlich nach Göttingen. Der gesamte Raum hat eine Ausdehnung von ca. 125 km in westöstlicher und von ca. 120 km in nordöstlicher Richtung. Dazu kam Streubesitz, der westlich der Leine und vor allem nördlich der Aller in der Gegend von Uelzen und Lüneburg lag und bis in die Nähe von Bremen reichte.
Die Besitzungen umfassten von 1147 bis 1366 etwa 920 Hufen Land, in mehr als 263 Ortschaften, und der weitaus größte Teil war verlehnt an Angehörige von 175 Geschlechtern, die in der Mehrzahl Dienstmannen der welfischen Herzöge und der Bischöfe von Hildesheim und Halberstadt waren. Auch Bürger aus Städten hatten Lehen erhalten. In Braunschweig an Mitglieder von 14 Bürgerfamilien, die fast alle Ratsgeschlechter waren und somit dem Patriziat, und zwar vornehmlich der Altstadt, angehörten; und ebenso zählten die 4 belehnten Goslarer Bürgergeschlechter zur dortigen städtischen Führungsschicht.
Die Edelherren besaßen sieben Burgen, oder hatten Anteile daran, 15½ Wälder (davon 2 „Königswälder“), 13½ Dörfer, 77 Höfe, 82 Hofstellen, 14 Kotten, 19½ Mühlen, darunter die bedeutende „Klickmühle“ in Hannover, 10 Vorwerke, 110 Zehnten, 15 Vogteien, 8 Kirchenvogteien, 12 Patronate und 4 Fischereien. Zusätzlich bezogen sie Geldrenten, z. B. bedeutende Einkünfte aus der Goslarer Reichsvogteikasse, und verfügten über verschiedene andere Geld- und Kornzinse. In ihrer Hand befanden sich Salzrechte, das heißt eine halbe „Salzgrafschaft“ mit zugehörigem Gericht und Zoll nebst Anteilen an einer weiteren Saline, dazu anderweitige Zölle und Gerichtsrechte und Einkünfte aus dem Schlagschatz der Münze in Bardowick. Allein in einem Lehnsobjekt wurde die Zahl von 50 Hörige genannt. Die tatsächliche Menge aller Höriger ist aber nicht bekannt, da sie nur selten, und wenn dann allgemein ohne Zahlenangabe zu Höfen und Hufen in den Quellen erwähnt werden.
Burgen
Die Burg Meinersen hatten die Edelherren, wohl mit Einwilligung des Bischofs von Hildesheim, vor 1150 errichtet. Sie blieb ihr namengebender Stammsitz bis zur Aufgabe der Herrschaft im Jahr 1353. Es handelte sich dabei um eine kleinere rechteckige Anlage, eine Niederungsburg mit Wall und Wassergraben, am östlichen Okerufer und südlich der Kirche in Meinersen gelegen. Ihre Funktion war der Schutz des Okerüberganges in Meinersen. Auch schützte sie die in der Nähe gelegenen Besitzungen der Edelherren östlich und westlich der Oker im Gebiet der Flusswinkel zwischen Aller und Oker.
Die Reichsburg Harzburg haben die Edelherren sowie die Grafen von Wohldenberg u. a. beim Wiederaufbau der Burg 1180 von Kaiser Friedrich I. als Lehen erhalten. Bestätigt wurde ihnen dieses Reichslehen (Castrum Hartisburch) im Testament Kaiser Ottos IV. im Mai 1218. Die von Meinersen gehörten als Edle unter dem Oberbefehl der Wohldenberger Grafen zu den Burghauptleuten. Ihr Lehen war ein Burgseß (curia) mit dem eine aus der Goslarer Reichsvogteikasse zu zahlende Geldrente von 20 Mark verbunden war. Im Jahr 1269 kam die Harzburg an die mit den von Meinersen verschwägerten Grafen von Wernigerode.
Die Wasserburg Oelber war seit Mitte des 12. Jahrhunderts Eigenbesitz der Edelherren, bis Bernhard II. die Burg mit Zubehör (dat hus to Olbere unde dat darto hort) am 11. November 1353 dem Stift Hildesheim übertrug. Aufgabe der Burg war, die umfangreichen Besitzungen und Rechte der Edelherren im Raum Salzgitter zu schützen. Sie gaben die Burg um 1274 an die Familie von Crevet (Krebs, Beiname der von Gustedt). Nach diesen saßen ab 1296 auf Burg Oelber die mit den von Meinersen verschwägerte Familie von Cramm. Unsicher bleibt, ob die Edelherren die Burg förmlich verlehnt hatten oder ob die von Gustedt und von Cramm auf ihr als Burgmannen nach Burgenrecht saßen.
An der von Herzog Otto II. von Lüneburg erbauten und verpfändeten Burg Neubrück besaßen die Edelherren offenbar keine Rechte. Aber Grund und Boden, die Okerinsel, auf der die Burg stand (fundamentum), gehörte ihnen. Politischer Druck von Seiten der Lüneburger, veranlassten Burchard III. von Meinersen am 20. September 1321 die Flussinsel (Flusswerder) dem jungen Herzog Otto III. von Lüneburg freiwillig zu überlassen.
Die Burg Alvensleben belehnten im Jahr 1271 die Markgrafen von Brandenburg zur Hälfte an Luthard III. senior von Meinersen. Sicherlich gehörten das Gericht des Burgbezirks, Zoll- und Geleitsrechte und einige Wirtschaftshöfe dazu. Für die Edelherren war die große Burg, in der Nähe der wichtigsten Fernverkehrsstraßen gelegen, umso wertvoller, weil sie damit endlich einen zentralen Herrschaftsmittelpunkt für ihre eigenen umfangreichen Besitzungen im Haldenslebener Raum zwischen Aller und Ohre in der Hand hielten. Nach dem Tod Luthards III. im Jahr 1278 übernahmen die Söhne Luthard V. und Konrad I. Burg Alvensleben. Das Kommando auf ihr und über die starke Burgmannschaft hatte Konrad I. und er residierte über 30 Jahre auf der Burg. Seine Burgmannen entstammten zehn Geschlechtern aus der näheren Umgebung von Alvensleben. Vom Hildesheimer Bischof Heinrich II. kaufte Konrad am 29. Juni 1317 für 110 Mark Silber mehrere Besitzungen aus den bischöflichen Tafelgütern auf seine, seiner Frau und seines Sohnes Lebenszeit. Am 29. Juni 1321 verkauften Konrad I. von Meinersen, Burchard von Berwinkel, Friedrich von Esbeck und zwei Knappen ihre Anteile an Burg Alvensleben für 1000 Stendaler Silbermark an den Erzbischof von Magdeburg.
Die Burg Lutter erhielten die von Meinersen um 1293 von ihren Verwandten, den Edlen von Dorstadt. Im Jahr 1305 überließen sie diese Burg aus politischen Gründen Herzog Heinrich I. von Braunschweig. Als Gegenleistung für Lutter gab ihnen der Herzog 1305 die Burg Grubenhagen bei Einbeck, die bis 1317 in Besitz der Edelherren war. Mit der Burg erhielten sie auch eine Bede, die sie jährlich aus der Stadt Osterode bezogen. Während dieser Zeit nahmen Burchard II. und sein Vetter Luthard V. von Meinersen auf der Burg ihren Wohnsitz. Burchard II. war Rat des jungen Herzogs Otto, der schon zu Lebzeiten seines Vaters Albrecht II. mitregierte. Luthard V. war Herr der Burg und Anführer der Burgmannschaft und wachte daneben auch über seine eigenen Besitzungen im Raum Salzgitter. Luthard V. urkundet am 19. März 1311 mit vier seiner Burgmannen als Zeugen für Kloster Lippoldsberg. Am 9. November 1313 bezeugt Luthard V. mit fünf seiner Burgmannen eine Urkunde Graf Simons von Dassel. Die Edelherren besaßen den Grubenhagen bis wenigstens 1313 oder 1317, nicht jedoch über den Tod Herzog Heinrichs I. im Jahr 1322 hinaus.

## Wappen

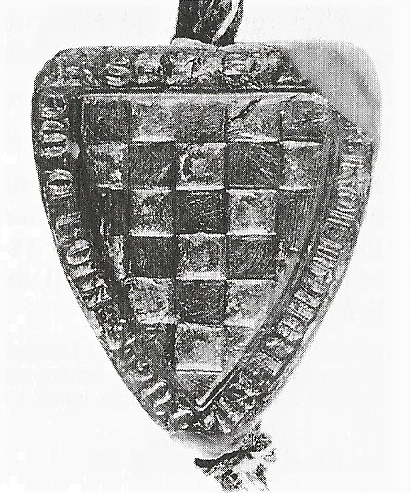
Siegel des Luthard V.

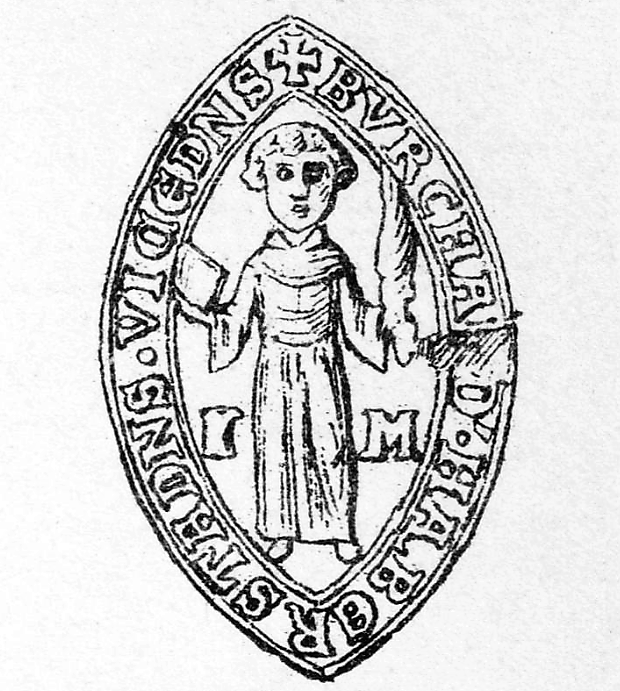
Siegel des Burchard I.

Die Blasonierung des Wappens ist geschacht; Siebmacher beschreibt: „Schild: In 6 Längsreihen 7 oder 8 mal geschacht“; Marnetté-Kühl beschreibt: „geschacht in sieben Reihen siebenundzwanzigmal durch wechselnd erhabene und eingetiefte Felder“. Die Tinkturen sind unbekannt. Vermutlich war die Schachtung des Schildes aber blau-silber. So wie es das heutige Wappen der Gemeinde Meinersen im oberen Teil zeigt, dass Wappen der Samtgemeinde Meinersen im unteren Teil und das Wappen der Gemeinde Hillerse im rechten Teil.
Das Wappensiegel des Luthard V. von Meinersen, benutzt vor 1291 bis vermutlich 1326, zeigt wie das Wappen des Geschlechts ausgesehen hat. Schildförmiges Siegel, zwischen zwei Stegen, in einer Mischmajuskel ein leicht erhaben gearbeiteter, ungewölbter Schild: geschacht in sieben Reihen, siebenundzwanzigmal durch wechselnd erhabene und eingetiefte Felder. Umschrift: „+ S(IGILLUM) · LUTHARDI · IUNIORIs · FILII · LUT(HARDI) · SENIORIs · D(E) · MEINERSEM“. Da er denselben Rufnamen trug wie sein Vater, nannte er sich zur besseren Unterscheidung in der Umschrift seines Siegels: „Luthard der Jüngere, Sohn Luthards des Älteren von Meinersen“.

## Namensträger
- Luthard I. von Emden (1145), von Meinersen seit 1150 (erwähnt 1142–1169), Gefolgsmann Heinrichs des Löwen, ⚭ Hedwig ? († 1147)
- Dietrich I. von Meinersen (erw. 1147–1182), Sohn und Erbe Luthards I., ⚭ Edle NN. von Harbke
- Luthard II. von Meinersen (erw. 1203–† 1232), Gefolgsmann Kaiser Ottos IV., ⚭ Gerburg Gräfin von Lauenrode/Limmer
- Burchard I. von Meinersen (erw. 1220–1269), Vicedominus Domstift Halberstadt, Thesaurar, Archidiakon von Wittingen, Atzum, Stadt Halberstadt, Gatersleben und Meine
- Dietrich II. von Meinersen (erw. 1238–1251, † vor 1277), Schultheiß des bischöflich-halberstädtischen Landgerichts Seehausen, ⚭ Sophia ? († nach 1277)
- Oda von Meinersen (erw. 1246–1259), 1249 Äbtissin im Stift Gernrode, Schwester Burchards I.
- Irmgard von Meinersen (erw. 1233–1258) ⚭ Hermann III. Edler von Hodenberg (erw. 1202–1262)
- Luthard III. senior von Meinersen (erw. 1234–† 1278 Kloster Riddagshausen), herzoglicher Rat, ⚭ 1234 (I) Irmgard Gräfin von Osterburg, ⚭ um 1253 (II) Edle von Warberg
- Luthard IV. iunior von Meinersen (erw. 1240–1270), herzoglicher Rat, ⚭ um 1240 Bia Edle von Dorstadt (erw. 1235–† 1266)
- Bernhard I. von Meinersen (erw. 1267–† 1311 Domkapelle Hildesheim), 1267 Domherr 1291 Domkantor im Domstift Hildesheim, Archidiakon von Detfurth[16]
- Burchard II. von Meinersen (erw. 1267–1318 † Kloster Riddagshausen), herzoglicher Rat, ⚭ vor 1288 Elisabeth Gräfin von Dannenberg (erw. 1288–1316)
- Bia von Meinersen (erw. 1270–† 1302) ⚭ um 1272 Hermann II. Edler von Plesse (erw. 1266–1290)
- Lutgard von Meinersen (erw. 1270–1279, † vor 1307) ⚭ 1279 Ludolf von Wenden (erw. 1260–1299, † vor 1311)
- Luthard V. von Meinersen (erw. 1270–† 1325 Kloster Riddagshausen), Burghauptmann, ⚭ 1296 Jutta Gräfin von Wohldenberg (erw. 1283–1326)
- Konrad I. von Meinersen (erw. 1270–1327), Burghauptmann und Domherr zu Magdeburg, ⚭ um 1297 Gertrud Edle von Dorstadt (erw. 1298–1323)
- Bernhard II. von Meinersen (um 1305–† 1374 Dom zu Magdeburg), Domherr zu Hildesheim, Magdeburg und Paderborn
- Gertrud von Meinersen (erw. 1322–1356,† vor 1361), 1322 Scholasterin 1344 Dekanin im Reichsstift Quedlinburg
- Gertrud (Grete) von Meinersen (erw. 1374–1390), Nonne; 1374 Küsterin 1388 Priorin im Stift Dorstadt